# Famille von Woldeck
La famille von Woldeck (également Völdiken, Woldege(n), Woldegge, Woldegghe, Woldeke, Woldekke, Woldike, Welldeck, Wolldeke et Wolldeck) est une ancienne famille noble de l'Altmark.

## Histoire

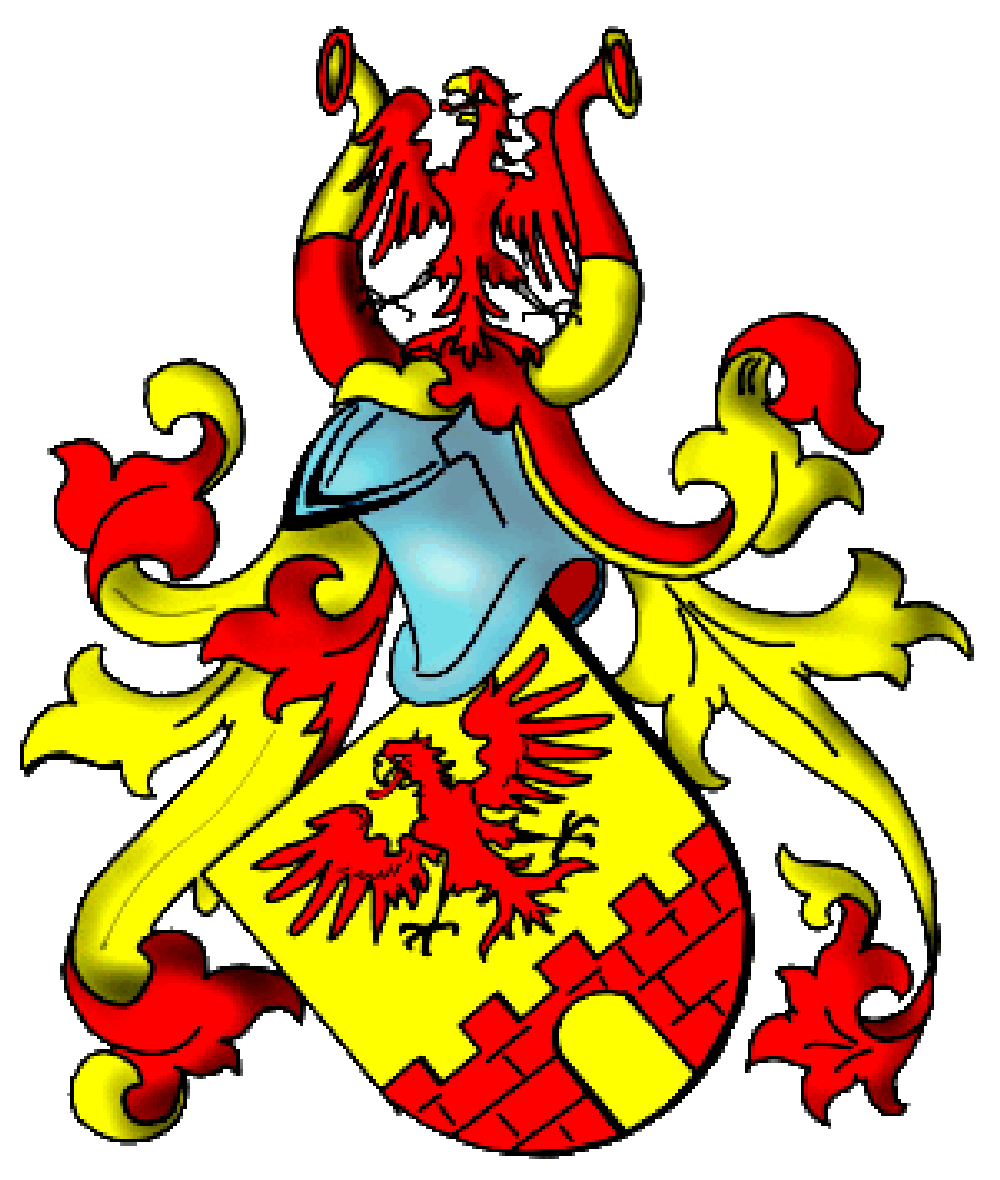
Armoiries de la famille von Woldeck.

La famille apparaît pour la première fois dans un document du 1er mai 1230 avec le chevalier Heinricus de Woldegen . Elle reçoit le surnom de « von Arneburg » à l'époque de l'électeur Joachim Ier de Brandebourg. De la maison de Gnevicko, les frères Alexander Friedrich et Hans Christoph von Woldeck s'élèvent au rang de général. Issu de la maison de Storkow, Hans Georg Woldeck von Arneburg (de) devient général de division et commandant du 4e régiment de cuirassiers.

## Possessions

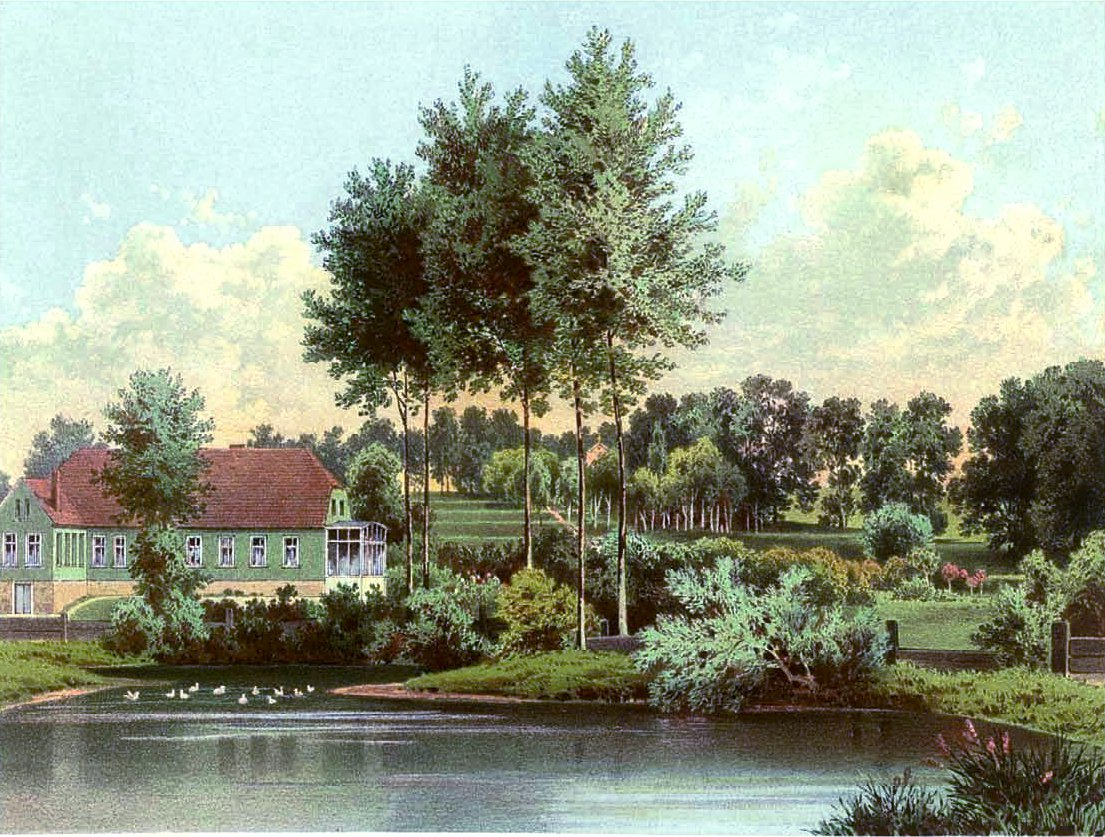
Manoir de Wottnogge vers 1860, collection Alexander Duncker.

La famille possède les domaines de Gnevicko et de Vehlow en Prignitz ; Dans l'Altmark, ils possèdent Storkow, Ähre, Polkritz, Klöden et Rohrbeck. En 1847, Oskar Woldeck von Arneburg acquiert le manoir de Wottnogge en Poméranie.

## Armoiries
Le blason représente un aigle rouge en or sur un mur rouge avec une porte. Sur le casque aux couvertures rouges et dorées, l'aigle rouge entre deux cornes de buffle divisées en diagonale par de l'or sur du rouge.

## Personnalités

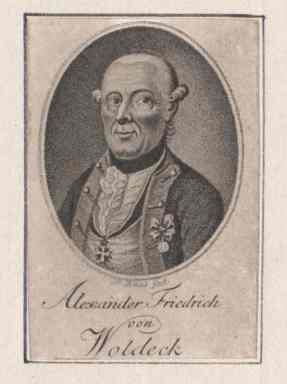
Alexandre Friedrich von Woldeck.

- Hans Christoph von Woldeck (1712–1789), lieutenant général prussien
- Hans Georg Woldeck von Arneburg (de) (1712–1785), général de division prussien
- Heinrich Joachim Woldeck von Arneburg (né en 1718), administrateur de l'arrondissement de Marienwerder (de)
- Alexander Friedrich von Woldeck (1720–1795), lieutenant général prussien
- Carl Christian Casimir Woldeck von Arneburg (1757–1813), administrateur de l'arrondissement de Stendal
- Charlotte von Woldeck (1781–1863), épouse de Heinrich Menu von Minutoli
- Ernst von Woldeck (1788–1863)
- Wilhelm Woldeck von Arneburg (de) (1838–1877), administrateur de l'arrondissement de Schwetz et de l'arrondissement de Plön